# Кершенбаум, Яков Маркович
Яков Маркович Кершенба́ум  (1906—1973) — советский изобретатель и организатор производства в области нефтяного машиностроения, создатель механизма для сооружения вышек способом «сверху вниз»(подъёмник Кершенбаума), один из авторов метода смены бурового инструмента без подъёма бурильной колонны, инициатор работ по наплавке трением, разработке рецептур и технологий клеевых соединений для газонефтяного оборудования.

## Даты жизни и трудовой деятельности
Родился 12 (25 октября) 1906 года в Петровск-Порте (ныне Махачкала, Дагестан).
- 1923—1932 — студент электромеханического отделения технологического факультета БПИ имени М. Азизбекова.
- 1926 — инженер завода имени Монтина (Баку).
- 1930 — главный инженер завода имени Монтина (Баку).
- 1935 — главный инженер завода имени Шмидта (Баку).
- 1940 — начальник Главнефтемаша НКТМ СССР (Москва).
- 1940—1941 — доцент кафедры экономики МНИ имени И. М. Губкина.
- 1943—1952 — начальник ЦКБ «Главнефтемашвосток» (Москва).
- 1943—1973 — заведующий кафедрой технологии машиностроения МНИ имени И. М. Губкина.
- 1944—1945 — руководитель Комиссии по репарации предприятий нефтяного машиностроения.
- 1960—1965 — заведующий лабораторией ВНИИБТ.

Умер 31 октября 1973 года. Похоронен в Москве на Николо-Архангельском кладбище.
Сын — Кершенбаум, Всеволод Яковлевич.

## Научно-производственные и общественные достижения
Автор и соавтор 29 изобретений; более 150 научных работ, в том числе:
- «Технология производства нефтепромыслового оборудования» (1948)
- «Смена долота без подъёма бурильной колонны» (1959)
- «Ремонт и монтаж нефтепромыслового оборудования» (1962)
- «Основы проектирования машиностроительных цехов и заводов» (1973)

Под его руководством было подготовлено и защищено 34 кандидатских и докторских диссертаций.
Общественные достижения
- Председатель Комиссии по репарациям нефтяной промышленности (1944)
- член Ученого Совета МИНХ и ГП имени И. М. Губкина
- член Специализированного совета по машинам и оборудованию нефтяной промышленности МИНХ и ГП
- член Научно-технического совета Министерства химического и нефтяного машиностроения
- член редколлегии журнала «Химическое и нефтяное машиностроение»

## Ученые степени и звания
- доктор технических наук (1960)
- профессор (1961)

## Награды и премии
- Сталинская премия 3-й степени (1946) — за разработку конструкции и методов скоростного строительства вышек для бурения нефтяных скважин на суше и на море[1]
- заслуженный работник нефтяной и газовой промышленности РСФСР
- заслуженный нефтяник РСФСР
- заслуженный машиностроитель РСФСР
- орден Трудового Красного Знамени
- орден Красной Звезды (1942)
- орден «Знак Почёта» (1944)
- Золотая медаль ВДНХ — за разработку и внедрение вставного долота № 6 роторного бурения